# Allison Harvard
Allison Harvard (sinh ngày 08 tháng 1 năm 1988) là một họa sĩ và người mẫu thời trang người Mỹ. Cô được biết đến nhiều khi về nhì trong cuộc thi America's Next Top Model mùa thi 12 và mùa thi 17.

## Thuở nhỏ
Allison Harvard lớn lên tại Houston, Texas, nhưng hiện tại cô đang sinh sống tại New Orleans, Louisiana. Allision là một họa sĩ và nhà nhiếp ảnh thích sáng tác theo kiểu "kì dị" đến "phiêu linh". Cô có tham gia vẽ minh hoạ cho tiểu thuyết The Story Told at Night (tạm dịch: Chuyện kể đêm) của Lisa Kuznetsova.
Cuối năm 2005, Allison nổi lên trong cộng đồng mạng 4chan, và cô được đặt biệt danh "Creepy-chan" qua bức hình chỉnh sửa của cô với ảnh mắt sẫm tối, bộ đồ búp bê rách nát, cũng như niềm đam mê các bức tranh chảy máu mũi của cô. Sau này khi có thêm người hâm mộ, cô được đặt biệt danh mới là "Cute Chan."

## America's Next Top Model
Allison Harvard đã may mắn lọt vào tầm mắt của nhà sản xuất chương trình America's Next Top Model, và cô được chọn tham gia mùa thi thứ 12. Cô cho biết lý do tham gia chương trình này là vì cô muốn dấn thân vào con đường nghệ thuật và nhiếp ảnh. Trong lúc trả lời phỏng vấn của giám khảo, cô cho biết cô rất thích nhìn máu chảy, đặc biệt là máu mũi và những người bị chứng khó đông máu.
Harvard được cho là một trong hai thí sinh có phần thi ổn định nhất suốt mùa thi, cùng với Teyona. Bốn tuần cô được gọi tên đầu tiên vì có ảnh chụp tốt nhất trong tuần ở các tập 2, 10, 12 và 13. Và do đó cô là người có số tuần xếp hạng nhất nhiều nhất mùa thi thứ 12. Nhưng song hành đó, cô cũng bị xếp vào nhóm không an toàn hai lần. Trong tập 4, cô nằm cuối bảng xếp hạng cùng Nijah Harris. Rồi tập 9, cô lại xếp chót với Tahlia Brookins vì phần quảng cáo không truyền cảm và "cứng nhắc".
Trong số phát sóng cuối cùng của mùa thi, Allison tham gia quay quảng cáo và chụp ảnh cho CoverGirl. Giám khảo khen ngợi cô đã biết cải thiện khuyết điểm để có bức ảnh thuyết phục và đoạn quảng cáo khá hơn lần trước rất nhiều. Và do đó cô được gọi vào tham gia tranh tài trên sàn diễn thời trang. Một lần nữa cô chứng tỏ sự tiến bộ, từ một thí sinh bị chê trách từ vòng phỏng vấn với bước đi lọng cọng (tệ nhất), thì giờ đây đã biết tự tin và duyên dáng. Paulina ngợi khen bước đi của Allison trên sàn diễn với Tyra: "Trông thật tuyệt!"; Tyra Banks gật gù và bồi thêm câu: "Đúng rồi.". Nhưng với sự tiến bộ và vẻ mặt sắc sảo, Allison Harvard đã thua Teyona Anderson, về đích với vị trí thứ hai. Và năm 2011, Allison Harvard đã hội tụ trong America Next Top Model cycle 17 All-star cùng với các thí sinh ở những cycle trước khi được fan bầu chọn nhiều nhất. Dù không nổi bật và ít nói hơn các thí sinh khác nhưng Allison đã để lại ấn tượng với ban giám khảo cũng như người xem bằng những bức ảnh đẹp, đôi mắt to tròn và tính cách kì quặc nhưng đáng yêu của cô. Ở tập 8, khi các thí sinh được đưa một bản nhạc ngắn khoảng 40 giây, họ phải tự sáng tác lời có thêm chữ "Pot Ledom" (viết ngược của "Top Model") và quay một MV ngắn, Allison đã làm mọi người bất ngờ với MV "Underwater" huyền ảo và ý nghĩa đối với cô và cô đã được gọi đầu tiên. MV dài 48 giây với những ngôn từ đơn giản nhưng nó muốn nói lên sự đau khổ và lo lắng của gia đình cô dành cho người cha yêu quý của cô đã chết do bệnh ung thư. Sự mong muốn, sự tự tin và tiến bộ qua từng tuần tiếp tục đưa Allison đến vị trí thứ hai sau Lisa D'mato. Với quyết định cho Allison Harvard đứng thứ 2 đã làm cho những fan hâm mộ cô và fan của chương trình vô cùng hụt hẫng vì cô xứng đáng là người chiến thắng. Cô còn là thí sinh có nhiều fan hâm mộ nhất lịch sử của chương trình America Next Top Model. 

## Nghề nghiệp
Allison được các nhãn hàng thời trang và mỹ phẩm mời chụp hình quảng cáo và diễn các fashion show. Allison ký hợp đồng với Nous Models Management tại Los Angeles. Nhưng sau đó cô chấm dứt hợp đồng để hoàn thành việc học tập.